# صندوق الشاي
صندوق الشاي عبارة عن نوع ينتج من الخشب الأصلي لشحن الشاي إلي المملكة المتحدة و استراليا ونيوزيلندا. يتكون صندوق الشاي التقليدي من حواف معدنية مبطنة بحجم 500×500×750 مليمتر (20×20×30 بوصه). يستخدم هذا المصطلح علي نطاق واسع للإشارة إلي مقاييس الحجم والتي تتضمن الاستخدام التجاري للورق المقوي.